# 小行星18790
小行星18790（18790 Ericaburden）是一颗绕太阳运转的小行星，为主小行星带小行星。该小行星于1999年5月10日发现。

## 轨道参数
小行星18790的轨道半长轴为2.6058019 UA，离心率为0.073。